# أمينو
أمينو (بيدمونت واللومبارد: Amén) هي بلدة (بلدية) في مقاطعة نوفارا في منطقة بيدمونت الإيطالية، وتقع على بعد حوالي 100 كيلومتر (62 ميل) شمال شرق تورينو وحوالي 40 كيلومتر (25 ميل) شمال غرب نوفارا. اعتبارًا من 31 ديسمبر 2004، بلغ عدد سكانها 906 نسمة وتبلغ مساحتها 10.0 كيلومتر مربع (3.9 ميل مربع).

## وصلات خارجية
- الموقع الرسمي